# Piaski (powiat piaseczyński)
Piaski – wieś sołecka w Polsce położona w województwie mazowieckim, w powiecie piaseczyńskim, w gminie Konstancin-Jeziorna, parafia Słomczyn. Dawna wieś włościańska, zamieszkiwana przez chłopów posiadających własne gospodarstwa lub też pracujących u innych chłopów. W 1880 roku miała 102 mieszkańców, 49,2624 ha powierzchni, w 1827 roku 12 domów, 89 mieszkańców.
W latach 1975–1998 miejscowość należała administracyjnie do województwa warszawskiego.